# 斯捷普 (涅任區)
50°45′56″N 31°57′4″E / 50.76556°N 31.95111°E
斯捷普（烏克蘭語：Степ），是烏克蘭北部的村莊，隸屬切爾尼希夫州的尼任區。該村始建於1920年，面積3.86平方公里，海拔高度130米，2001年人口30，人口密度每平方公里23.3人。